# Nicholas Monroe
Benjamin Nicholas Monroe (Oklahoma City, 12 d'abril de 1982) és un tennista professional estatunidenc retirat.
Va guanyar quatre títols del circuit ATP World Tour en la modalitat de dobles masculins, però bàsicament va desenvolupar la seva carrera en el circuit ATP Challenger Tour, on va aconseguir tretze títols. Va arribar al 30è lloc del rànquing de dobles masculins (2017) mentre que individualment no va aconseguir cap resultat destacat, quedant al 253è lloc del rànquing com a millor resultat.

## Palmarès

### Dobles masculins: 13 (4−9)
| Llegenda                          |
| --------------------------------- |
| Grand Slams (0−0)                 |
| ATP Finals (0−0)                  |
| ATP World Tour Masters 1000 (0−1) |
| ATP World Tour 500 (0−0)          |
| ATP World Tour 250 (4−8)          |

| Títols per superfície |
| --------------------- |
| Dura (2−4)            |
| Gespa (0−1)           |
| Terra batuda (2−4)    |

| Resultat  | Núm. | Data                 | Torneig                     | Superfície   | Parella            | Oponents                            | Marcador             |
| --------- | ---- | -------------------- | --------------------------- | ------------ | ------------------ | ----------------------------------- | -------------------- |
| Finalista | 1.   | 24 de febrer de 2013 | Buenos Aires, Argentina     | Terra batuda | Simon Stadler      | Simone Bolelli Fabio Fognini        | 3−6, 2−6             |
| Guanyador | 1.   | 14 de juliol de 2013 | Båstad, Suècia              | Terra batuda | Simon Stadler      | Carlos Berlocq Albert Ramos Viñolas | 6−2, 3−6, [10−3]     |
| Finalista | 2.   | 28 de juliol de 2013 | Umag, Croàcia               | Terra batuda | Simon Stadler      | Martin Kližan David Marrero         | 1−6, 7−5, [7−10]     |
| Guanyador | 2.   | 13 de juliol de 2014 | Båstad (2)                  | Terra batuda | Johan Brunström    | Jérémy Chardy Oliver Marach         | 4−6, 7−6(5), [10−7]  |
| Finalista | 3.   | 26 d'abril de 2015   | Bucarest, Romania           | Terra batuda | Artem Sitak        | Marius Copil Adrian Ungur           | 6−3, 5−7, [15−17]    |
| Finalista | 4.   | 19 de juliol de 2015 | Newport, Estats Units       | Gespa        | Mate Pavić         | Jonathan Marray A-u-H. Qureshi      | 6−4, 3−6, [8−10]     |
| Guanyador | 3.   | 25 d'octubre de 2015 | Estocolm, Suècia            | Dura (i)     | Jack Sock          | Mate Pavić Michael Venus            | 7−5, 6−2             |
| Finalista | 5.   | 2 d'abril de 2017    | Miami, Estats Units         | Dura         | Jack Sock          | Łukasz Kubot Marcelo Melo           | 5−7, 3−6             |
| Finalista | 6.   | 1 d'octubre de 2017  | Shenzhen, Xina              | Dura         | Nikola Mektić      | Alexander Peya Rajeev Ram           | 3−6, 2−6             |
| Finalista | 7.   | 25 de febrer de 2018 | Delray Beach, Estats Units  | Dura         | John-Patrick Smith | Jack Sock Jackson Withrow           | 6−4, 4−6, [8−10]     |
| Finalista | 8.   | 6 de maig de 2018    | Istanbul, Turquia           | Terra batuda | Ben McLachlan      | Dominic Inglot Robert Lindstedt     | 6−3, 3−6, [8−10]     |
| Guanyador | 4.   | 29 de juliol de 2018 | Atlanta, Estats Units       | Dura         | John-Patrick Smith | Ryan Harrison Rajeev Ram            | 3−65, 7−6(5), [10−8] |
| Finalista | 9.   | 24 d'agost de 2019   | Winston-Salem, Estats Units | Dura         | Tennys Sandgren    | Łukasz Kubot Marcelo Melo           | 7−6(6), 1−6, [3−10]  |

## Trajectòria

### Dobles masculins
| Open d'Austràlia | A   | 1R    | 1R    | 1R    | 1R    | 2R    | 1R    | 1R    | A   | 3R    | 1R   | 0 / 9     | 3 – 9     |
| Roland Garros | A   | A     | 2R    | 2R    | 2R    | 1R    | 1R    | A     | QF  | 2R    | 2R   | 0 / 8     | 8 – 8     |
| Wimbledon | Q1  | 2R    | 1R    | 2R    | 1R    | 3R    | 1R    | 2R    | NC  | 1R    | 2R   | 0 / 9     | 6 – 9     |
| US Open | 2R  | 1R    | 1R    | 1R    | 3R    | QF    | 1R    | 1R    | 1R  | 1R    | 2R   | 0 / 11    | 6 – 11    |
| Total Victòries−Derrotes                                                                                                   | 2−3 | 15−16 | 13−23 | 17−22 | 20−29 | 32−31 | 21−28 | 10−19 | 6−9 | 11−24 | 7−11 | 154 – 214 | 154 – 214 |
| Rànquing a final d'any | 79  | 53    | 65    | 55    | 52    | 30    | 65    | 100   | 74  | 98    | 182  |           |           |
| Llegenda: G: Guanyador; F: Finalista; SF: Semifinalista; QF: Quarts de final; Q: Qualificació; A: Absent; RR: Round Robin; |     |       |       |       |       |       |       |       |     |       |      |           |           |

### Dobles mixts
| Open d'Austràlia | A   | A   | A   | A   | A   | 1R  | A   | 0 / 1  | 0 – 1  |
| Roland Garros | A   | 1R  | A   | A   | 1R  | A   | A   | 0 / 2  | 0 – 2  |
| Wimbledon | 1R  | 2R  | 2R  | 3R  | 1R  | 1R  | A   | 0 / 6  | 4 – 6  |
| US Open | A   | 1R  | A   | A   | 2R  | 1R  | 1R  | 0 / 4  | 1 – 4  |
| Total Victòries−Derrotes                                                                                                   | 0−1 | 1−3 | 1−1 | 2−1 | 1−3 | 0−3 | 0−1 | 5 – 13 | 5 – 13 |
| Llegenda: G: Guanyador; F: Finalista; SF: Semifinalista; QF: Quarts de final; Q: Qualificació; A: Absent; RR: Round Robin; |     |     |     |     |     |     |     |        |        |